# Dryopteris maxonii
Dryopteris maxonii är en träjonväxtart som beskrevs av Lucien Marcus Underwood och C. Chr. Dryopteris maxonii ingår i släktet Dryopteris och familjen Dryopteridaceae. Inga underarter finns listade.